# Campeonato Brasileiro de Ginástica Artística
O Campeonato Brasileiro de Ginástica Artística é uma das principais campetições nacionais anuais de ginástica artística realizadas no Brasil. Sua primeira edição aconteceu em 1951, ano em que o Brasil filiou-se a Federação Internacional de Ginástica, com as federações estaduais do Rio de Janeiro, de São Paulo e do Rio Grande do Sul participando do evento. O Campeonato Brasileiro era organizado pela Confederação Brasileira de Desportos até o ano de 1978, quando foi criada a Confederação Brasileira de Ginástica.
Nas edições de 2018 e 2019, as provas de individual geral passaram a ter seus medalhistas premiados a partir da soma das notas da qualificatória e da final. A partir da edição de 2022, todos os resultados foram obtidos a partir da somatória de dois dias de competição.

## Medalhistas
- Resultados a partir de 2011

### Masculino

#### Equipes
| Edição    | Local            | Ouro              | Prata                   | Bronze            |
| --------- | ---------------- | ----------------- | ----------------------- | ----------------- |
| 1951      | São Paulo        | Desconhecido      | Desconhecido            | Desconhecido      |
| 1952-2010 |                  | Desconhecido      | Desconhecido            | Desconhecido      |
| 2011      | Guarulhos        | SERC Santa Maria  | Pinheiros               | Fupes             |
| 2012      | Goiânia          | SERC Santa Maria  | Desconhecido            | Desconhecido      |
| 2013      | Vitória          | SERC Santa Maria  | Pinheiros               | Minas Tênis Clube |
| 2014      | Aracaju          | Pinheiros         | SERC Santa Maria        | ADC São Bernardo  |
| 2015      | Belo Horizonte   | Pinheiros         | Minas Tênis Clube       | SERC Santa Maria  |
| 2016      | São Paulo        | Pinheiros         | ADC São Bernardo        | SERC Santa Maria  |
| 2017      | São Paulo        | Pinheiros         | SERC Santa Maria        | ADC São Bernardo  |
| 2018      | Santos           | Pinheiros         | Minas Tênis Clube       | SERC Santa Maria  |
| 2019      | Praia Grande     | Pinheiros         | Minas Tênis Clube       | SOGIPA            |
| 2021      | Aracaju          | Minas Tênis Clube | Pinheiros               | SERC Santa Maria  |
| 2022      | Lauro de Freitas | Minas Tênis Clube | Pinheiros               | SERC Santa Maria  |
| 2023      | Lauro de Freitas | AGITH             | Esporte Clube Pinheiros | Minas Tênis Clube |
| 2024      | João Pessoa      | Minas Tênis Clube | Esporte Clube Pinheiros | AGITH             |

#### Individual Geral
| Edição | Local                           | Ouro                                      | Prata                                  | Bronze                                    |
| ------ | ------------------------------- | ----------------------------------------- | -------------------------------------- | ----------------------------------------- |
| 2011   | Santos                          | Francisco Barreto Júnior SERC Santa Maria | Arthur Nory Mariano Pinheiros          | Lucas Bitencourt SERC Santa Maria         |
| 2012   | Goiânia                         | Sérgio Sasaki Flamengo                    | Desconhecido                           | Desconhecido                              |
| 2013   | Vitória                         | Francisco Barreto Júnior SERC Santa Maria | Desconhecido                           | Desconhecido                              |
| 2014   | Aracaju                         | Francisco Barreto Júnior Pinheiros        | Caio Souza ADC São Bernardo            | Lucas Bitencourt SERC Santa Maria         |
| 2015   | Belo Horizonte                  | Arthur Nory Mariano Pinheiros             | Francisco Barreto Júnior Pinheiros     | Lucas Bitencourt SERC Santa Maria         |
| 2016   | São Paulo                       | Caio Souza ADC São Bernardo               | Francisco Barreto Júnior Pinheiros     | Bernardo Miranda Minas Tênis Clube        |
| 2017   | São Paulo                       | Caio Souza ADC São Bernardo               | Francisco Barreto Júnior Pinheiros     | Péricles Silva Pinheiros                  |
| 2018   | São Bernardo do Campo / Santos  | Francisco Barreto Júnior Pinheiros        | Lucas Bitencourt Minas Tênis Clube     | Luis Guilherme Porto Grêmio Náutico União |
| 2019   | Rio de Janeiro / · Praia Grande | Lucas Bitencourt Minas Tênis Clube        | Leonardo de Souza Minas Tênis Clube    | Tomás Florêncio SOGIPA                    |
| 2021   | Aracaju                         | Caio Souza Minas Tênis Clube              | Francisco Barreto Júnior Pinheiros     | Johnny Oshiro SERC Santa Maria            |
| 2022   | Lauro de Freitas                | Caio Souza Minas Tênis Clube              | Diogo Soares Flamengo                  | Yuri Guimarães SERC Santa Maria           |
| 2023   | Lauro de Freitas                | Yuri Guimarães AGITH                      | Patrick Correa Esporte Clube Pinheiros | Tomás Florêncio AGITH                     |
| 2024   | João Pessoa                     | Caio Souza Minas Tênis Clube              | Bernardo Miranda Minas Tênis Clube     | Tomás Florencio AGITH                     |

#### Solo
| Edição | Local            | Ouro                                   | Prata                                                  | Bronze                                                      |
| ------ | ---------------- | -------------------------------------- | ------------------------------------------------------ | ----------------------------------------------------------- |
| 2011   | São Paulo        | Diego Hypolito Flamengo                | Renato Oliveira Fupes                                  | Felipe Polato Pinheiros                                     |
| 2012   | Goiânia          | Desconhecido                           | Desconhecido                                           | Desconhecido                                                |
| 2013   | Vitória          | Victor Rosa Minas Tênis Clube          | Desconhecido                                           | Desconhecido                                                |
| 2014   | Aracaju          | Ângelo Assumpção Pinheiros             | Arthur Nory Mariano Pinheiros                          | Lucas Bitencourt SERC Santa Maria Renato Oliveira Pinheiros |
| 2015   | Belo Horizonte   | Diego Hypolito ADC São Bernardo        | Ângelo Assumpção Pinheiros                             | Hudson Miguel SERC Santa Maria                              |
| 2016   | São Paulo        | Caio Souza ADC São Bernardo            | Lucas Bitencourt SERC Santa Maria                      | Jared Azzarini ADC São Bernardo                             |
| 2017   | Rio de Janeiro   | Renato Oliveira Pinheiros              | Arthur Zanetti SERC Santa Maria                        | Caio Souza ADC São Bernardo                                 |
| 2018   | Santos           | Arthur Zanetti SERC Santa Maria        | Luis Porto Grêmio Náutico União                        | Renato Oliveira Pinheiros                                   |
| 2019   | Rio de Janeiro   | Arthur Zanetti SERC Santa Maria        | Tomás Florêncio SOGIPA                                 | João Lucas Vieira SOGIPA                                    |
| 2021   | Aracaju          | Caio Souza Minas Tênis Clube           | Arthur Nory Mariano Pinheiros Patrick Correa Pinheiros | —                                                           |
| 2022   | Lauro de Freitas | Yuri Guimarães SERC Santa Maria        | Bernardo Actos Minas Tênis Clube                       | Arthur Nory Mariano Pinheiros                               |
| 2023   | Lauro de Freitas | Arthur Mariano Esporte Clube Pinheiros | Arthur Zanetti AGITH                                   | Tomás Florêncio AGITH                                       |
| 2024   | João Pessoa      | Yuri Guimarães AGITH                   | João Perdigão Esporte Clube Pinheiros                  | Caio Souza Minas Tênis Clube                                |

#### Cavalo com alças
| Edição | Local            | Ouro                                      | Prata                                 | Bronze                                                               |
| ------ | ---------------- | ----------------------------------------- | ------------------------------------- | -------------------------------------------------------------------- |
| 2011   | São Paulo        | Francisco Barreto Júnior SERC Santa Maria | Mosiah Rodrigies Grêmio Náutico União | Luiz Anjos SERC Santa Maria                                          |
| 2012   | Goiânia          | Desconhecido                              | Desconhecido                          | Desconhecido                                                         |
| 2013   | Vitória          | Péricles Silva Pinheiros                  | Desconhecido                          | Desconhecido                                                         |
| 2014   | Aracaju          | Felipe Ferreira Minas Tênis Clube         | Henrique Flores SERC Santa Maria      | Francisco Barreto Júnior Pinheiros Lucas Bitencourt SERC Santa Maria |
| 2015   | Belo Horizonte   | Fellipe Arakawa Minas Tênis Clube         | Arthur Nory Mariano Pinheiros         | Leonardo de Souza Minas Tênis Clube                                  |
| 2016   | São Paulo        | Lucas Bitencourt SERC Santa Maria         | Francisco Barreto Júnior Pinheiros    | Bernardo Miranda Minas Tênis Clube                                   |
| 2017   | Rio de Janeiro   | Francisco Barreto Júnior Pinheiros        | Péricles Silva Pinheiros              | Lucas Bitencourt SERC Santa Maria                                    |
| 2018   | Santos           | Felipe Ferreira Minas Tênis Clube         | Francisco Barreto Júnior Pinheiros    | Johnny Oshiro SERC Santa Maria                                       |
| 2019   | Rio de Janeiro   | Francisco Barreto Júnior Pinheiros        | Lucas Bitencourt Minas Tênis Clube    | Gabriel Faria Barbosa Minas Tênis Clube                              |
| 2021   | Aracaju          | Francisco Barreto Júnior Pinheiros        | Johnny Oshiro SERC Santa Maria        | Vinícius Machado APAM Setor Leste                                    |
| 2022   | Lauro de Freitas | Johnny Oshiro SERC Santa Maria            | Diogo Soares Flamengo                 | Gabriel Faria Barbosa Minas Tênis Clube                              |
| 2023   | Lauro de Freitas | Diogo Soares Clube de Regatas do Flamengo | Johnny Oshiro AGITH                   | Murilo de Souza AGITH                                                |
| 2024   | João Pessoa      | Johnny Oshiro AGITH                       | Vitaliy Guimarães Minas Tênis Clube   | Yuri Guimarães AGITH                                                 |

#### Argolas
| Edição | Local            | Ouro                             | Prata                                   | Bronze                                                      |
| ------ | ---------------- | -------------------------------- | --------------------------------------- | ----------------------------------------------------------- |
| 2011   | São Paulo        | Arthur Zanetti SERC Santa Maria  | Henrique Flores SERC Santa Maria        | Caio Costa Fupes                                            |
| 2012   | Goiânia          | Desconhecido                     | Desconhecido                            | Desconhecido                                                |
| 2013   | Vitória          | Arthur Zanetti SERC Santa Maria  | Desconhecido                            | Desconhecido                                                |
| 2014   | Aracaju          | Arthur Zanetti SERC Santa Maria  | Henrique Flores SERC Santa Maria        | Francisco Barreto Júnior Pinheiros                          |
| 2015   | Belo Horizonte   | Henrique Flores SERC Santa Maria | Caio Costa ADC São Bernardo             | Lucas Bitencourt SERC Santa Maria                           |
| 2016   | São Paulo        | Henrique Flores SERC Santa Maria | Caio Souza ADC São Bernardo             | Lucas Bitencourt SERC Santa Maria                           |
| 2017   | Rio de Janeiro   | Arthur Zanetti SERC Santa Maria  | Gabriel Faria Barbosa Minas Tênis Clube | Guilherme Oliveira Pinheiros                                |
| 2018   | Santos           | Arthur Zanetti SERC Santa Maria  | Francisco Barreto Júnior Pinheiros      | Gabriel Faria Barbosa Minas Tênis Clube                     |
| 2019   | Rio de Janeiro   | Arthur Zanetti SERC Santa Maria  | Lucas Bitencourt Minas Tênis Clube      | Leonardo de Souza Minas Tênis Clube                         |
| 2021   | Aracaju          | Caio Souza Minas Tênis Clube     | Guilherme Oliveira Pinheiros            | Lucas Bitencourt Minas Tênis Clube Patrick Correa Pinheiros |
| 2022   | Lauro de Freitas | Arthur Zanetti SERC Santa Maria  | Caio Souza Minas Tênis Clube            | Diogo Soares Flamengo                                       |
| 2023   | Lauro de Freitas | Arthur Zanetti AGITH             | Tomás Florêncio AGITH                   | Juliano Oliva Grêmio Náutico União                          |
| 2024   | João Pessoa      | Caio Souza Minas Tênis Clube     | Johnny Oshiro AGITH                     | Erick Domingues Esporte Clube Pinheiros                     |

#### Salto
| Edição | Local            | Ouro                                                            | Prata                                     | Bronze                             |
| ------ | ---------------- | --------------------------------------------------------------- | ----------------------------------------- | ---------------------------------- |
| 2011   | São Paulo        | Diego Hypolito Flamengo                                         | Glauco Garrido Pinheiros                  | Vitor Camargo Fupes                |
| 2012   | Goiânia          | Desconhecido                                                    | Desconhecido                              | Desconhecido                       |
| 2013   | Vitória          | Hudson Miguel SERC Santa Maria                                  | Desconhecido                              | Desconhecido                       |
| 2014   | Aracaju          | Hudson Miguel SERC Santa Maria                                  | Diego Hypolito ADC São Bernardo           | Ângelo Assumpção Pinheiros         |
| 2015   | Belo Horizonte   | Desconhecido                                                    | Desconhecido                              | Desconhecido                       |
| 2016   | São Paulo        | Luis Porto Grêmio Náutico União                                 | Lucas Cardoso Grêmio Náutico União        | Renato Oliveira Pinheiros          |
| 2017   | Rio de Janeiro   | Arthur Zanetti SERC Santa Maria Luis Porto Grêmio Náutico União | —                                         | Arthur Nory Mariano Pinheiros      |
| 2018   | Santos           | Caio Souza ADC São Bernardo                                     | Arthur Nory Mariano Pinheiros             | Arthur Zanetti SERC Santa Maria    |
| 2019   | Rio de Janeiro   | Arthur Zanetti SERC Santa Maria                                 | Luis Porto Grêmio Náutico União           | João Lucas Vieira SOGIPA           |
| 2021   | Aracaju          | Caio Souza Minas Tênis Clube                                    | Yuri Guimarães SERC Santa Maria           | Josué Heliodoro SOGIPA             |
| 2022   | Lauro de Freitas | Yuri Guimarães SERC Santa Maria                                 | Caio Souza Minas Tênis Clube              | Kayke Santos ADECO                 |
| 2023   | Lauro de Freitas | Yuri Guimarães AGITH                                            | Arthur Mariano Esporte Clube Pinheiros    | Juliano Oliva Grêmio Náutico União |
| 2024   | João Pessoa      | Tomás Florencio AGITH                                           | Diogo Soares Clube de Regatas do Flamengo | Yuri Guimarães AGITH               |

#### Barras paralelas
| Edição | Local            | Ouro                               | Prata                                 | Bronze                                  |
| ------ | ---------------- | ---------------------------------- | ------------------------------------- | --------------------------------------- |
| 2011   | São Paulo        | Caio Costa Fupes                   | Mosiah Rodrigies Grêmio Náutico União | Péricles Silva Pinheiros                |
| 2012   | Goiânia          | Desconhecido                       | Desconhecido                          | Desconhecido                            |
| 2013   | Vitória          | Hudson Miguel SERC Santa Maria     | Desconhecido                          | Desconhecido                            |
| 2014   | Aracaju          | Caio Souza ADC São Bernardo        | Lucas Bitencourt SERC Santa Maria     | Francisco Barreto Júnior Pinheiros      |
| 2015   | Belo Horizonte   | Francisco Barreto Júnior Pinheiros | Hudson Miguel SERC Santa Maria        | André da Silva Minas Tênis Clube        |
| 2016   | São Paulo        | Caio Souza ADC São Bernardo        | Lucas Bitencourt SERC Santa Maria     | Jared Azzarini ADC São Bernardo         |
| 2017   | Rio de Janeiro   | Péricles Silva Pinheiros           | Caio Souza ADC São Bernardo           | Lucas Bitencourt SERC Santa Maria       |
| 2018   | Santos           | Péricles Silva Pinheiros           | Leonardo de Souza Minas Tênis Clube   | Lucas Bitencourt Minas Tênis Clube      |
| 2019   | Rio de Janeiro   | Vinícius Machado APAM Setor Leste  | Felipe Ferreira Minas Tênis Clube     | Luis Porto Grêmio Náutico União         |
| 2021   | Aracaju          | Caio Souza Minas Tênis Clube       | Francisco Barreto Júnior Pinheiros    | Gabriel Faria Barbosa Minas Tênis Clube |
| 2022   | Lauro de Freitas | Caio Souza Minas Tênis Clube       | Arthur Nory Mariano Pinheiros         | Diogo Soares Flamengo                   |
| 2023   | Lauro de Freitas | Tomás Florêncio AGITH              | Johnny Oshiro AGITH                   | Yuri Guimarães AGITH                    |
| 2024   | João Pessoa      | Caio Souza Minas Tênis Clube       | Diogo Paes Esporte Clube Pinheiros    | Derick Goulart Grêmio Náutico União     |

#### Barra fixa
| Edição | Local            | Ouro                                   | Prata                                     | Bronze                                             |
| ------ | ---------------- | -------------------------------------- | ----------------------------------------- | -------------------------------------------------- |
| 2011   | São Paulo        | Mosiah Rodrigies Grêmio Náutico União  | Francisco Barreto Júnior SERC Santa Maria | Péricles Silva Pinheiros                           |
| 2012   | Goiânia          | Desconhecido                           | Desconhecido                              | Desconhecido                                       |
| 2013   | Vitória          | Danilo Nogueira Brasil FC              | Desconhecido                              | Desconhecido                                       |
| 2014   | Aracaju          | Francisco Barreto Júnior Pinheiros     | Lucas Bitencourt SERC Santa Maria         | Caio Souza ADC São Bernardo                        |
| 2015   | Belo Horizonte   | Francisco Barreto Júnior Pinheiros     | Lucas Bitencourt SERC Santa Maria         | Gabriel Faria Barbosa Minas Tênis Clube            |
| 2016   | São Paulo        | Francisco Barreto Júnior Pinheiros     | Caio Souza ADC São Bernardo               | Petrix Barbosa Vasco da Gama                       |
| 2017   | Rio de Janeiro   | Lucas Bitencourt SERC Santa Maria      | Leonardo de Souza Minas Tênis Clube       | Gustavo Polato Pinheiros Renato Oliveira Pinheiros |
| 2018   | Santos           | Francisco Barreto Júnior Pinheiros     | Lucas Bitencourt Minas Tênis Clube        | Leonardo de Souza Minas Tênis Clube                |
| 2019   | Rio de Janeiro   | Arthur Nory Mariano Pinheiros          | Lucas Bitencourt Minas Tênis Clube        | Felipe Ferreira Minas Tênis Clube                  |
| 2021   | Aracaju          | Arthur Nory Mariano Pinheiros          | Caio Souza Minas Tênis Clube              | Diogo Paes Pinheiros                               |
| 2022   | Lauro de Freitas | Caio Souza Minas Tênis Clube           | Arthur Nory Mariano Pinheiros             | Diogo Soares Flamengo                              |
| 2023   | Lauro de Freitas | Arthur Mariano Esporte Clube Pinheiros | Patrick Correa Esporte Clube Pinheiros    | Yuri Guimarães AGITH                               |
| 2024   | João Pessoa      | Caio Souza Minas Tênis Clube           | Tomás Florencio AGITH                     | Diogo Paes Esporte Clube Pinheiros                 |

### Feminino

#### Equipes
| Edição    | Local            | Ouro                         | Prata        | Bronze                  |
| --------- | ---------------- | ---------------------------- | ------------ | ----------------------- |
| 1951      | São Paulo        | Desconhecido                 | Desconhecido | Desconhecido            |
| 1952-2010 |                  | Desconhecido                 | Desconhecido | Desconhecido            |
| 2011      | Guarulhos        | Flamengo                     | CEGIN        | Grêmio Náutico União    |
| 2012      | Goiânia          | Flamengo                     | CEGIN        | Grêmio Náutico União    |
| 2013      | Vitória          | CEGIN Flamengo               | Desconhecido | Desconhecido            |
| 2014      | Aracaju          | Flamengo                     | CEGIN        | Barueri                 |
| 2015      | Belo Horizonte   | CEGIN                        | Flamengo     | CSSE Osasco             |
| 2016      | São Paulo        | Flamengo                     | CEGIN        | Pinheiros               |
| 2017      | São Paulo        | CEGIN                        | Pinheiros    | Flamengo                |
| 2018      | Santos           | Flamengo                     | CEGIN        | ADC São Bernardo        |
| 2019      | Praia Grande     | CEGIN                        | Fluminense   | Grêmio Náutico União    |
| 2021      | Aracaju          | Flamengo                     | CEGIN        | ADECO                   |
| 2022      | Lauro de Freitas | Flamengo                     | CEGIN        | Pinheiros               |
| 2023      | Lauro de Freitas | Clube de Regatas do Flamengo | CEGIN        | Grêmio Náutico União    |
| 2024      | João Pessoa      | Clube de Regatas do Flamengo | CEGIN        | Esporte Clube Pinheiros |

#### Individual geral
| Edição | Local                           | Ouro                                      | Prata                                     | Bronze                                              |
| ------ | ------------------------------- | ----------------------------------------- | ----------------------------------------- | --------------------------------------------------- |
| 2011   | São Paulo                       | Daniele Hypólito Flamengo                 | Jade Barbosa Flamengo                     | Bruna Leal CEGIN                                    |
| 2012   | Goiânia                         | Jade Barbosa Flamengo                     | Ethiene Franco CEGIN                      | Juliana Santos Grêmio Náutico União                 |
| 2013   | Vitória                         | Daniele Hypólito CEGIN                    | Desconhecido                              | Desconhecido                                        |
| 2014   | Aracaju                         | Daniele Hypólito CEGIN                    | Jade Barbosa Flamengo                     | Maria Cecília Oliveira Flamengo                     |
| 2015   | Belo Horizonte                  | Lorrane Oliveira Flamengo                 | Jade Barbosa Flamengo                     | Letícia Costa Flamengo                              |
| 2016   | São Paulo                       | Rebeca Andrade Flamengo                   | Carolyne Pedro CEGIN                      | Milena Theodoro Flamengo                            |
| 2017   | São Paulo                       | Thaís Fidélis CEGIN                       | Fabiane Brito CEGIN                       | Daniele Hypólito ADC São Bernardo                   |
| 2018   | São Bernardo do Campo / Santos  | Jade Barbosa Flamengo                     | Flávia Saraiva Flamengo                   | Thaís Fidélis CEGIN                                 |
| 2019   | Rio de Janeiro / · Praia Grande | Thaís Fidélis CEGIN                       | Carolyne Pedro CEGIN                      | Letícia Costa Fluminense                            |
| 2021   | Aracaju                         | Rebeca Andrade Flamengo                   | Lorrane Oliveira Flamengo                 | Christal Bezerra ADECO                              |
| 2022   | Lauro de Freitas                | Rebeca Andrade Flamengo                   | Flavia Saraiva Flamengo                   | Júlia Soares CEGIN                                  |
| 2023   | Lauro de Freitas                | Jade Barbosa Clube de Regatas do Flamengo | Julia Soares CEGIN                        | Lorrane Oliveira Clube de Regatas do Flamengo       |
| 2024   | João Pessoa                     | Julia Soares CEGIN                        | Isabel Ramos Clube de Regatas do Flamengo | Hellen Benevides Silva Clube de Regatas do Flamengo |

#### Salto
| Edição | Local            | Ouro                                                     | Prata                                        | Bronze                                        |
| ------ | ---------------- | -------------------------------------------------------- | -------------------------------------------- | --------------------------------------------- |
| 2011   | São Paulo        | Jade Barbosa Flamengo                                    | Daniele Hypolito Flamengo                    | Adrian Gomes Grêmio Náutico União             |
| 2012   | Goiânia          | Jade Barbosa Flamengo                                    | Rebeca Andrade Flamengo                      | Letícia Costa Flamengo                        |
| 2013   | Vitória          | Rebeca Andrade Flamengo                                  | Desconhecido                                 | Desconhecido                                  |
| 2014   | Aracaju          | Jade Barbosa Flamengo                                    | Daniele Hypolito CEGIN                       | Joselane Santos Pinheiros                     |
| 2015   | Belo Horizonte   | Letícia Costa Flamengo Thayse Silva Grêmio Náutico União | —                                            | Isabelle Cruz Flamengo Raquel Silva Pinheiros |
| 2016   | São Paulo        | Raquel Silva Pinheiros                                   | Gleyce Rodrigues CSSE Osasco                 | Leandra Gago CSSE Osasco                      |
| 2017   | Rio de Janeiro   | Luiza Domingues CEGIN                                    | Isabelle Retamiro Flamengo                   | Carolyne Pedro CEGIN                          |
| 2018   | Santos           | Isabelle Cruz Flamengo                                   | Daniele Hypolito ADC São Bernardo            | Letícia Costa Fluminense                      |
| 2019   | Rio de Janeiro   | Isabelle Cruz Flamengo                                   | Letícia Costa Fluminense                     | Thayse Silva Grêmio Náutico União             |
| 2021   | Aracaju          | Christal Bezerra ADECO                                   | Beatriz Santos Fluminense                    | Hellen Vitória Flamengo                       |
| 2022   | Lauro de Freitas | Christal Bezerra Pinheiros                               | Larissa Kelly de Oliveira Flamengo           | Beatriz Lima Pinheiros                        |
| 2023   | Lauro de Freitas | Andreza de Lima Grêmio Náutico União                     | Larissa Machado Clube de Regatas do Flamengo | Isabel Ramos Clube de Regatas do Flamengo     |
| 2024   | João Pessoa      | Larissa Machado Clube de Regatas do Flamengo             | Isabel Ramos Clube de Regatas do Flamengo    | Sophia Weisberg Esporte Clube Pinheiros       |

#### Barras assimétricas
| Edição | Local            | Ouro                                        | Prata                                         | Bronze                                    |
| ------ | ---------------- | ------------------------------------------- | --------------------------------------------- | ----------------------------------------- |
| 2011   | São Paulo        | Bruna Leal CEGIN                            | Daniele Hypolito Flamengo                     | Ethiene Franco CEGIN                      |
| 2012   | Goiânia          | Jade Barbosa Flamengo                       | Rebeca Andrade Flamengo                       | Ethiene Franco CEGIN                      |
| 2013   | Vitória          | Daniele Hypolito CEGIN                      | Desconhecido                                  | Desconhecido                              |
| 2014   | Aracaju          | Letícia Costa Flamengo                      | Jade Barbosa Flamengo                         | Maria Cecília Oliveira Flamengo           |
| 2015   | Belo Horizonte   | Lorrane Oliveira CEGIN                      | Letícia Costa Flamengo                        | Jade Barbosa Flamengo                     |
| 2016   | São Paulo        | Rebeca Andrade Flamengo                     | Marília Cecília Cruz Flamengo                 | Lorena Rocha CEGIN                        |
| 2017   | Rio de Janeiro   | Lorrane Oliveira Flamengo                   | Carolyne Pedro CEGIN                          | Luiza Domingues CEGIN                     |
| 2018   | Santos           | Jade Barbosa Flamengo                       | Amanda Paulino ADC São Bernardo               | Carolyne Pedro CEGIN                      |
| 2019   | Rio de Janeiro   | Lorrane Oliveira Flamengo                   | Flávia Saraiva Flamengo                       | Jade Barbosa Flamengo                     |
| 2021   | Aracaju          | Lorrane Oliveira Flamengo                   | Jade Barbosa Flamengo                         | Amanda Lima SESI-SP                       |
| 2022   | Lauro de Freitas | Rebeca Andrade Flamengo                     | Lorrane Oliveira Flamengo                     | Flávia Saraiva Flamengo                   |
| 2023   | Lauro de Freitas | Rebeca Andrade Clube de Regatas do Flamengo | Lorrane Oliveira Clube de Regatas do Flamengo | Jade Barbosa Clube de Regatas do Flamengo |
| 2024   | João Pessoa      | Rebeca Andrade Clube de Regatas do Flamengo | Gabriela Vieira Clube de Regatas do Flamengo  | Isabel Ramos Clube de Regatas do Flamengo |

#### Trave
| Edição | Local            | Ouro                                                | Prata                                       | Bronze                                    |
| ------ | ---------------- | --------------------------------------------------- | ------------------------------------------- | ----------------------------------------- |
| 2011   | São Paulo        | Daniele Hypolito Flamengo                           | Ethiene Franco CEGIN                        | Jade Barbosa Flamengo                     |
| 2012   | Goiânia          | Lorrane Oliveira Flamengo                           | Jade Barbosa Flamengo                       | Ana Cláudia Silva CEGIN                   |
| 2013   | Vitória          | Flávia Saraiva Sesi/Qualivida                       | Desconhecido                                | Desconhecido                              |
| 2014   | Aracaju          | Daniele Hypolito CEGIN                              | Julie Kim Sinmon Flamengo                   | Flávia Saraiva Sesi/Qualivida             |
| 2015   | Belo Horizonte   | Jade Barbosa Flamengo                               | Isabel Barbosa Pinheiros                    | Lorrane Oliveira CEGIN                    |
| 2016   | São Paulo        | Rebeca Andrade Flamengo                             | Thaís Fidélis CEGIN                         | Carolyne Pedro CEGIN                      |
| 2017   | Rio de Janeiro   | Fabiane Brito CEGIN                                 | Ana Júlia Reis CEGIN                        | Carolyne Pedro CEGIN                      |
| 2018   | Santos           | Flávia Saraiva Flamengo                             | Jade Barbosa Flamengo                       | Júlia Soares CEGIN                        |
| 2019   | Rio de Janeiro   | Flávia Saraiva Flamengo                             | Lorrane Oliveira Flamengo                   | Júlia Soares CEGIN                        |
| 2021   | Aracaju          | Josiane Calixto CEGIN                               | Jade Barbosa Flamengo                       | Maria Heloísa Moreno Flamengo             |
| 2022   | Lauro de Freitas | Rebeca Andrade Flamengo                             | Júlia Soares CEGIN                          | Flávia Saraiva Flamengo                   |
| 2023   | Lauro de Freitas | Rebeca Andrade Clube de Regatas do Flamengo         | Flávia Saraiva Clube de Regatas do Flamengo | Julia Soares CEGIN                        |
| 2024   | João Pessoa      | Hellen Benevides Silva Clube de Regatas do Flamengo | Gabriela Barbosa Esporte Clube Pinheiros    | Isabel Ramos Clube de Regatas do Flamengo |

#### Solo
| Edição | Local            | Ouro                                                | Prata                                       | Bronze                                        |
| ------ | ---------------- | --------------------------------------------------- | ------------------------------------------- | --------------------------------------------- |
| 2011   | São Paulo        | Jade Barbosa Flamengo                               | Daniele Hypolito Flamengo                   | Isabelle Cruz Flamengo                        |
| 2012   | Goiânia          | Rebeca Andrade Flamengo                             | Lorrane Oliveira Flamengo                   | Julie Kim Sinmon Flamengo                     |
| 2013   | Vitória          | Daniele Hypolito CEGIN                              | Desconhecido                                | Desconhecido                                  |
| 2014   | Aracaju          | Daniele Hypolito CEGIN                              | Mariana Valentin CEGIN                      | Julie Kim Sinmon Flamengo                     |
| 2015   | Belo Horizonte   | Lorrane Oliveira CEGIN                              | Thayse Silva Grêmio Náutico União           | Isabelle Cruz Flamengo                        |
| 2016   | São Paulo        | Thaís Fidélis CEGIN                                 | Rebeca Andrade Flamengo                     | Ana Júlia Reis CEGIN                          |
| 2017   | Rio de Janeiro   | Thaís Fidélis CEGIN                                 | Fabiane Brito CEGIN                         | Isabel Barbosa Pinheiros                      |
| 2018   | Santos           | Thaís Fidélis CEGIN                                 | Flávia Saraiva Flamengo                     | Ana Luiza Lima CEGIN                          |
| 2019   | Rio de Janeiro   | Ana Luiza Lima CEGIN                                | Jade Barbosa Flamengo                       | Júlia Soares CEGIN                            |
| 2021   | Aracaju          | Christal Bezerra ADECO Júlia Soares CEGIN           | —                                           | Rafaela Oliva Grêmio Náutico União            |
| 2022   | Lauro de Freitas | Flávia Saraiva Flamengo                             | Rebeca Andrade Flamengo                     | Júlia Soares CEGIN                            |
| 2023   | Lauro de Freitas | Jade Barbosa Clube de Regatas do Flamengo           | Julia Soares CEGIN                          | Lorrane Oliveira Clube de Regatas do Flamengo |
| 2024   | João Pessoa      | Hellen Benevides Silva Clube de Regatas do Flamengo | Julia Coutinho Clube de Regatas do Flamengo | Maria Heloisa Moreno Grêmio Náutico União     |

## Quadro de medalhas

### Geral
| Pos.                | Equipe               | Ouro | Prata | Bronze | Total |
| ------------------- | -------------------- | ---- | ----- | ------ | ----- |
| 1                   | Flamengo             | 47   | 35    | 25     | 107   |
| 2                   | SERC Santa Maria     | 32   | 19    | 25     | 76    |
| 3                   | CEGIN                | 23   | 22    | 20     | 65    |
| 4                   | Pinheiros            | 2    | 4     | 0      | 6     |
| 5                   | Brasil FC/Fupes      | 2    | 1     | 3      | 6     |
| 6                   | ADECO                | 2    | 0     | 3      | 5     |
| 7                   | Grêmio Náutico União | 1    | 0     | 3      | 4     |
| 8                   | APAM Setor Leste     | 1    | 0     | 1      | 2     |
| 8                   | Sesi/QualiVida       | 1    | 0     | 1      | 2     |
| 10                  | Fluminense           | 0    | 3     | 2      | 5     |
| 11                  | SOGIPA               | 0    | 1     | 5      | 6     |
| 12                  | CSSE Osasco          | 0    | 1     | 2      | 3     |
| 13                  | SESI-SP              | 0    | 0     | 1      | 1     |
| 13                  | Minas Tênis Clube    | 0    | 0     | 1      | 1     |
| 15                  | ADC São Bernardo     | 0    | 0     | 0      | 0     |
| Total (15 entradas) | Total (15 entradas)  | 111  | 86    | 92     | 289   |

### Masculino
| Pos.                | Equipe               | Ouro | Prata | Bronze | Total |
| ------------------- | -------------------- | ---- | ----- | ------ | ----- |
| 1                   | SERC Santa Maria     | 32   | 19    | 25     | 76    |
| 2                   | Flamengo             | 3    | 2     | 3      | 8     |
| 3                   | Pinheiros            | 2    | 4     | 0      | 6     |
| 4                   | Brasil FC/Fupes      | 2    | 1     | 3      | 6     |
| 5                   | ADECO                | 2    | 0     | 3      | 5     |
| 6                   | APAM Setor Leste     | 1    | 0     | 1      | 2     |
| 7                   | SOGIPA               | 0    | 1     | 5      | 6     |
| 8                   | Grêmio Náutico União | 0    | 0     | 2      | 2     |
| 9                   | Minas Tênis Clube    | 0    | 0     | 1      | 1     |
| 10                  | ADC São Bernardo     | 0    | 0     | 0      | 0     |
| Total (10 entradas) | Total (10 entradas)  | 42   | 27    | 43     | 112   |

### Feminino
| Pos.                | Equipe               | Ouro | Prata | Bronze | Total |
| ------------------- | -------------------- | ---- | ----- | ------ | ----- |
| 1                   | Flamengo             | 44   | 34    | 21     | 99    |
| 2                   | CEGIN                | 23   | 22    | 20     | 65    |
| 3                   | ADECO                | 2    | 0     | 3      | 5     |
| 4                   | APAM Setor Leste     | 1    | 0     | 1      | 2     |
| 4                   | Grêmio Náutico União | 1    | 0     | 1      | 2     |
| 4                   | Sesi/QualiVida       | 1    | 0     | 1      | 2     |
| 7                   | Fluminense           | 0    | 3     | 2      | 5     |
| 8                   | SOGIPA               | 0    | 1     | 5      | 6     |
| 9                   | CSSE Osasco          | 0    | 1     | 2      | 3     |
| 10                  | SESI-SP              | 0    | 0     | 1      | 1     |
| 11                  | ADC São Bernardo     | 0    | 0     | 0      | 0     |
| 11                  | Pinheiros            | 0    | 0     | 0      | 0     |
| Total (12 entradas) | Total (12 entradas)  | 72   | 61    | 57     | 190   |